# Juno Ludovisi

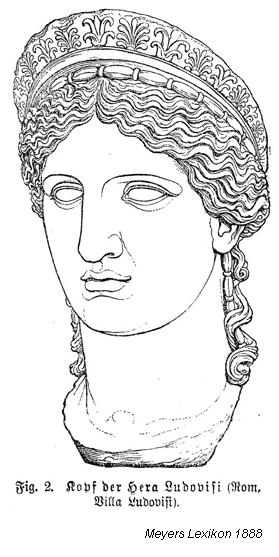
La Juno Ludovisi

La Juno Ludovisi (també anomenada Hera Ludovisi) és una testa colossal de marbre romà del segle I dC d'un acròlit juvenil i idealitzat d'Antònia Menor retratada com la deessa Juno. Afegida pel cardenal Ludovico Ludovisi a la seva col·lecció, es troba ara al Museu Nacional Romà.
Els seus modelatges es poden veure a la Universitat de Cambridge, al Bryn Mawr College, a la casa de Goethe a Weimar i al Museu d'Art de la Universitat de Tartu.
El filòsof Friedrich Schiller en va afirmar que «la seva forma plena descansa i viu en ella mateixa, és una creació perfectament closa, i, talment com si es trobés dellà l'espai, ni s'abandona ni es resisteix; en ella no hi ha cap esquerda per on el temps pugui ficar-se».